# Edmond Crosnier
Pour les articles homonymes, voir Crosnier.
François-Louis Croisnu, dit Edmond Crosnier ou Edmond en littérature, né à Versailles le 12 mai 1792 et mort à Lisle (Loir-et-Cher) le 1er septembre 1867, est un auteur dramatique et homme politique français.

## Biographie
Il est le fils de Louis Crosnier et de Marie-Barbe Constantin, anciens concierges de l'Opéra, qui avaient gardé ce poste pendant plus de 35 ans. Il épouse en 1re noce Françoise-Charlotte-Alix Beville Vallouy (1795-1849) et en 2e noce Marie-Joséphine Alcasar, laquelle était veuve de Casimir-Anne-Marie Broussais, fils de François Broussais
Il meurt à Lisle, au château de l'Épau, près de Vendôme, commune dont il était le maire, le 1er septembre 1867 (acte no 4, vue 442/469 du registre)
Chef de bataillon de la Garde nationale à Pantin, il devient directeur du Théâtre de la Porte-Saint-Martin (1830-1832), de l'Opéra-Comique (1834-1845) et de l'Opéra de Paris (1854-1856) puis député du Loir-et-Cher au Corps législatif de 1852 à 1869. Conseiller général du canton de Morée (1845-1867), président du conseil général (1849-1866), ses pièces furent représentées sur les plus grandes scènes parisiennes du XIXe siècle : Théâtre de la Porte-Saint-Martin, Théâtre de la Gaîté, Théâtre de l'Odéon, Théâtre de l'Ambigu-Comique etc.
Il est inhumé au cimetière de Montmartre, dans une chapelle de la 15e division, où il repose avec son père et ses deux épouses successives. 

## Œuvres

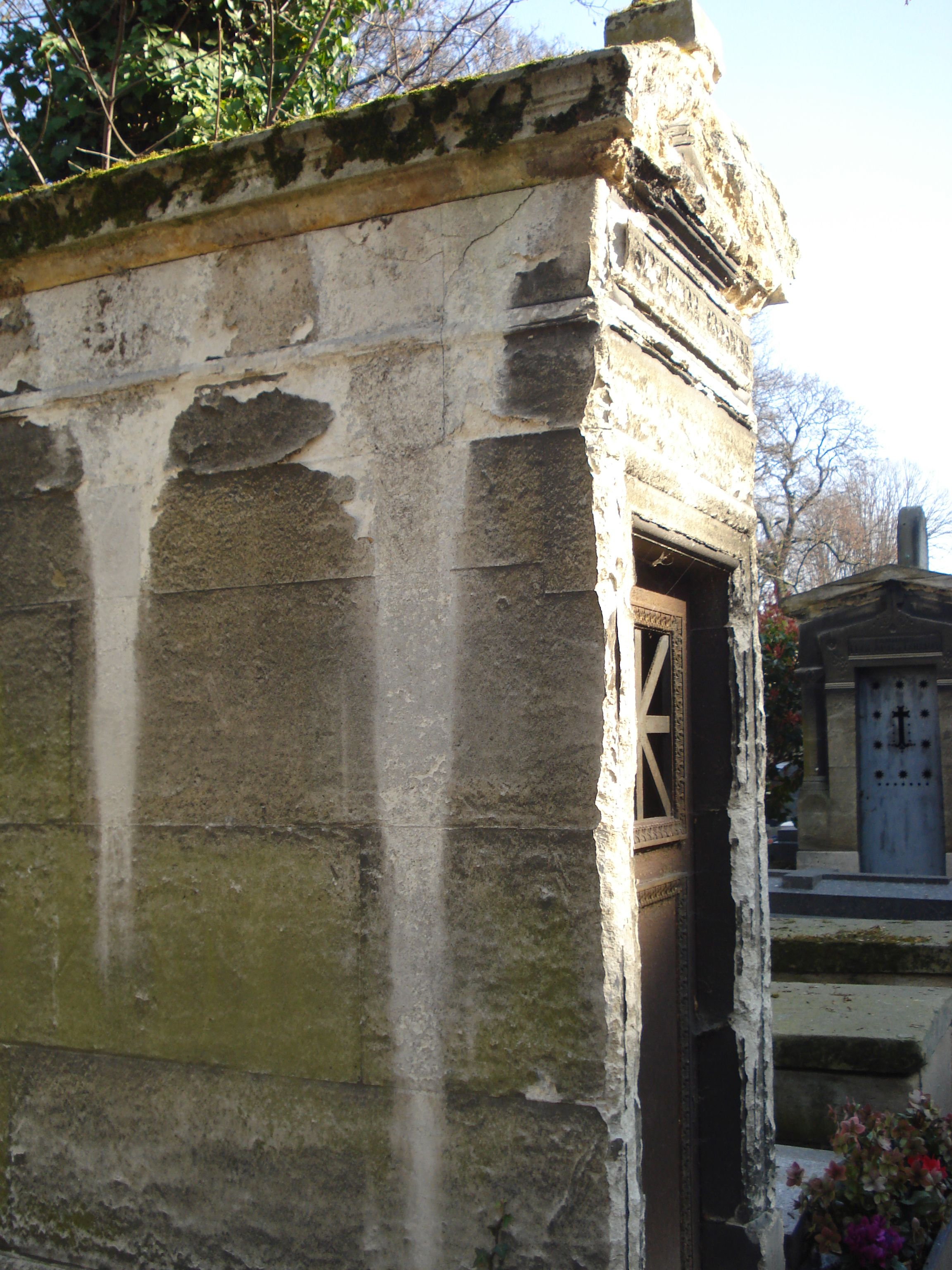
Tombe de François-Louis Croisnu dit Crosnier - Cimetière de Montmartre

- Le Huit juillet, ou Trois fêtes pour une, vaudeville en un acte, 1816.
- La Pièce en perce, comédie en 1 acte, mêlée de vaudevilles, avec Armand Croizette et Armand-François Chateauvieux, 1819.
- Paris, le 29 septembre 1820, impromptu mêlé de couplets, avec Desprez, 1820.
- La Pièce d'emprunt ou le Compilateur, comédie en un acte, mêlée de vaudevilles, avec Amable de Saint-Hilaire, 1820.
- Les Ermites, comédie-vaudeville en un acte, avec Michel-Nicolas Balisson de Rougemont et Aimé Desprez, 1821.
- Jocrisse paria, tragédie burlesque en un acte et en vers, avec Amable de Saint-Hilaire, 1821.
- Le Meurtrier, ou le Dévouement filial, mélodrame historique en 3 actes, à spectacle, avec Amable de Saint-Hilaire, 1822.
- Le Contrebandier, mélodrame en 3 actes à spectacle, 1823.
- Le Mariage à la turque, vaudeville en un acte, avec Desprez, 1823.
- L'École du scandale, pièce en 3 actes et en prose, imitée de Sheridan, avec de La Salle et Charles-R.-E. de Saint-Maurice, 1824.
- Le Mauvais Sujet, comédie en un acte, mêlée de couplets, avec Dupetit-Méré, 1824.
- Minuit, ou la Révélation, mélodrame en 3 actes, à spectacle, avec Dupetit-Méré, 1824.
- La Fille du musicien, drame en trois actes, avec Alexandre de Ferrière, 1825.
- Le Canal Saint-Martin, vaudeville en un acte, avec de La Salle, 1825.
- Le Voyage à Reims, vaudeville en 2 tableaux, avec de la Salle, 1825.
- L'Étrangère, mélodrame en 3 actes, avec Frédéric Dupetit-Méré, 1825.
- Le Caissier, drame en 3 actes, avec Armand-François Jouslin de La Salle, 1826.
- La Fête du village, ou le Cadran de la commune, vaudeville en un acte, avec de la Salle, 1826.
- Le Contumace, mélodrame en 3 actes, à spectacle, avec de La Salle, 1826.
- Louise, drame en 3 actes et en prose, avec Dupetit-Méré et Jean-Baptiste Pellissier, 1827.
- Mandrin, mélodrame en 3 actes, avec Benjamin Antier et Étienne Arago, 1827.

## Distinction
- Commandeur de la Légion d'honneur[1]